# Hugues Terlon
Hugues Terlon, född omkring 1620 i Toulouse, död 1689 i Hamburg, var en fransk diplomat. 
Terlon tillhörde en tid Mazarins uppvaktning och utförde uppdrag av honom redan 1649. År 1656 avgick han som envoyé att lyckönska Karl X Gustav med anledning av dennes bröllop och träffade kungen i februari 1657 vid Piotrków i Polen. Terlon följde sedermera jämte franske ambassadören Charles d'Avaugour kungen på hans krigståg och vann sådant insteg i hans ynnest, att kungen efter d'Avaugours död (i Lübeck, september 1657) begärde, att Terlon skulle ackrediteras som ambassadör vid svenska hovet, vartill Mazarin, om än motvilligt, samtyckte, och i februari 1658 utfärdades kreditiv för Terlon i denna egenskap. Vid kungens sida deltog Terlon i tåget över Bält och undertecknade, som medlare, freden i Roskilde (februari 1658). Han deltog därefter i förhandlingarna rörande fredsvillkorens verkställande och uppmanade förgäves de danska underhandlarna till raskt uppfyllande av Karl Gustavs fordringar. Då Karl Gustav bröt freden, vilket Terlon fann mindre lämpligt ur politisk synpunkt, och i augusti 1658 landsteg på Själland, var Terlon med i kungens följe. Under Köpenhamns belägring skall kungen, enligt Terlons uppgift, ha velat förläna honom Sölvesborgs grevskap, ett anbud, som Terlon avböjt i betraktande av sitt medlarkall. Om uppgiften över huvud är riktig, är den åtminstone med avseende på tiden felaktig, ty Sölvesborg hade redan den 10 mars 1658 förlänats åt Corfitz Ulfeld. I januari 1659 begav sig Terlon till Polen för att medla fred emellan detta rike och Sverige, men återvände på sommaren till kungens sida, enligt dennes önskan. Det blev nu hans uppgift att i förening med de engelska och holländska ambassadörerna åstadkomma en uppgörelse mellan Sverige och Danmark i överensstämmelse med innehållet i de så kallade konserterna i Haag, och detta diplomatiska arbete ledde till freden i Köpenhamn (1660). I drottning Kristinas följe, med vilken han sammanträffat i Hamburg, färdades Terlon sedermera till Stockholm, varifrån han vid slutet av år 1660 över Köpenhamn återvände till Frankrike. År 1662, 1664 och 1665 fick Terlon åter kreditiv som ambassadör i Sverige (han var därjämte ackrediterad hos 
kungen i Danmark). Sedan Pomponne i början av 1666 med anledning av sakernas kritiska läge som ambassadeur extraordinaire anlänt till Sverige, lämnade Terlon i september samma år detta land. Vid avresan fick han presenter till ett värde av 49 000 riksdaler, men enligt Nils Brahes yttrande i rådet den 12 juni 1668 hade han "icke vårdat det så mycket, att han ville tacka därför". Han stannade till 1676 i Danmark som ambassadör.